# Jerry Heidenreich
Jerôme Alan Heidenreich, detto Jerry (Tulsa, 4 febbraio 1950 – Paris, 18 aprile 2002), è stato un nuotatore statunitense.

## Palmarès
Olimpiadi
- 4 medaglie:
  - 2 ori (staffetta 4x100 metri misti a Monaco di Baviera 1972, staffetta 4x100 metri stile libero a Monaco di Baviera 1972)
  - 1 argento (100 metri stile libero a Monaco di Baviera 1972)
  - 1 bronzo (100 metri farfalla a Monaco di Baviera 1972).

Giochi panamericani
- 4 medaglie:
  - 3 ori (staffetta 4x100 metri stile libero a Cali 1971, staffetta 4x200 metri stile libero a Cali 1971, staffetta 4x100 metri misti a Cali 1971)
  - 1 argento (100 metri farfalla a Cali 1971).

Universiadi
- 1 medaglia:
  - 1 argento (100 metri farfalla a Torino 1970).